# شعراء مهلبة
شعراء  مهلبة (الاسم العلمي:Hippobosca hirsuta) هو نوع من الحشرات يتبع جنس الشعراء من فصيلة الذباب الشعراوي.